# Реналь Леметр
Реналь Леметр (фр. Reynald Lemaître, нар. 28 червня 1983, Шамбре-ле-Тур) — французький футболіст, півзахисник. Виступав, зокрема, за клуби «Кан», «Нансі» та «Генгам», а також молодіжну збірну Франції.

## Клубна кар'єра
У дорослому футболі дебютував 2002 року виступами за команду клубу «Кан», в якій провів сім сезонів, взявши участь у 172 матчах чемпіонату. Більшість часу, проведеного у складі «Кана», був основним гравцем команди.
Своєю грою за цю команду привернув увагу представників тренерського штабу клубу «Нансі», до складу якого приєднався 2009 року. Відіграв за команду з Нансі наступні три сезони своєї ігрової кар'єри. Граючи у складі «Нансі», також здебільшого виходив на поле в основному складі команди.
До складу клубу «Генгам» приєднався в січні 2013 року. За чотири з половиною сезони відіграв за команду з Генгама 55 матчів у національному чемпіонаті, проводячи більшість часу на лаві запасних. Влітку 2017 після завершення контракту залишився без клубу.
У січні 2018 перейшов до таїтянського  «Дрегона», з яким виступав у Лізі чемпіонів ОФК, після чого завершив кар'єру.

## Виступи за збірну
Зіграв 1 матч у складі молодіжної збірної Франції.

## Досягнення
- Володар Кубка Франції: 2013/14